# یواس‌اس اکسولتانت (ای‌ام‌سی-۷۹)
یواس‌اس اکسولتانت (ای‌ام‌سی-۷۹) (به انگلیسی: USS Exultant (AMc-79)) یک کشتی بود که طول آن ۹۷ فوت (۳۰ متر) بود. این کشتی در سال ۱۹۴۱ ساخته شد.